# Альянса (Сан-Сальвадор)
Футбольний клуб «Альянса» (ісп. Alianza Fútbol Club) — професійний сальвадорський футбольний клуб із міста Сан-Сальвадор. Клуб був заснований у 1958 році, та проводить домашні матчі на стадіоні «Естадіо Кускатлан» місткістю 53400 глядачів. Клуб грає в Прімера Дивізіоні Сальвадору, найвищому дивізіоні сальвадорського футболу. «Альянса» є одним із найтитулованіших клубів Сальвадору і всієї Центральної Америки загалом, 18 разів клуб вигравав чемпіонат країни, а в 1967 році став переможцем Кубка чемпіонів КОНКАКАФ.

## Титули і досягнення
- Переможець Ліги чемпіонів КОНКАКАФ (1): 1967
- Чемпіон Сальвадору (18): 1965—1966, 1966—1967, 1986—1987, 1989—1990, 1993—1994, 1996—1997, Апертура 1998, Апертура 2001 Клаусура 2004, Клаусура 2011, Апертура 2015, Апертура 2017, Клаусура 2018, Апертура 2019, Апертура 2020, Апертура 2021, Клаусура 2022, Клаусура 2024